# Cantù
Cantù és un municipi italià, situat a la regió de la Llombardia i a la província de Como. L'any 2018 tenia 39.932 habitants.